# Монастырь Десяти Тысяч Будд
Монасты́рь Десяти́ ты́сяч Бу́дд (англ. Ten Thousands Buddhas Monastery), или Ваньфоси? (кит. 萬佛寺, пиньинь wàn fó sì), — буддистский монастырь расположенный в районе Ша Тин в Гонконге.

## История
Монастырь был основан в 1951 году учителем Юэт Кай (月溪法师, Юэ Си). Он проповедовал буддизм в местном монастыре, планировал основать буддийский колледж. Строительство монастыря началось с 1949 года. Несмотря на возраст, Юэт Кай лично, вместе с учениками, носил строительные материалы для строительства монастыря от подножия горы. Чтобы закончить строительство, потребовалось восемь лет и ещё десять лет, чтобы закончить 12 800 статуй Будд. Строительство полностью было завершено к 1957 году. Сегодня его сохранившаяся мумия представлена в главном зале монастыря в витрине и является главной достопримечательностью храма. Главный храм и пагода монастыря отнесены к III степени исторических зданий Гонконга в связи с их историческим значением.
На данный момент не является действующим монастырём и в нём не проживают на постоянной основе буддистские монахи. Монастырь управляется и обслуживается мирянами (упасака).

## Галерея

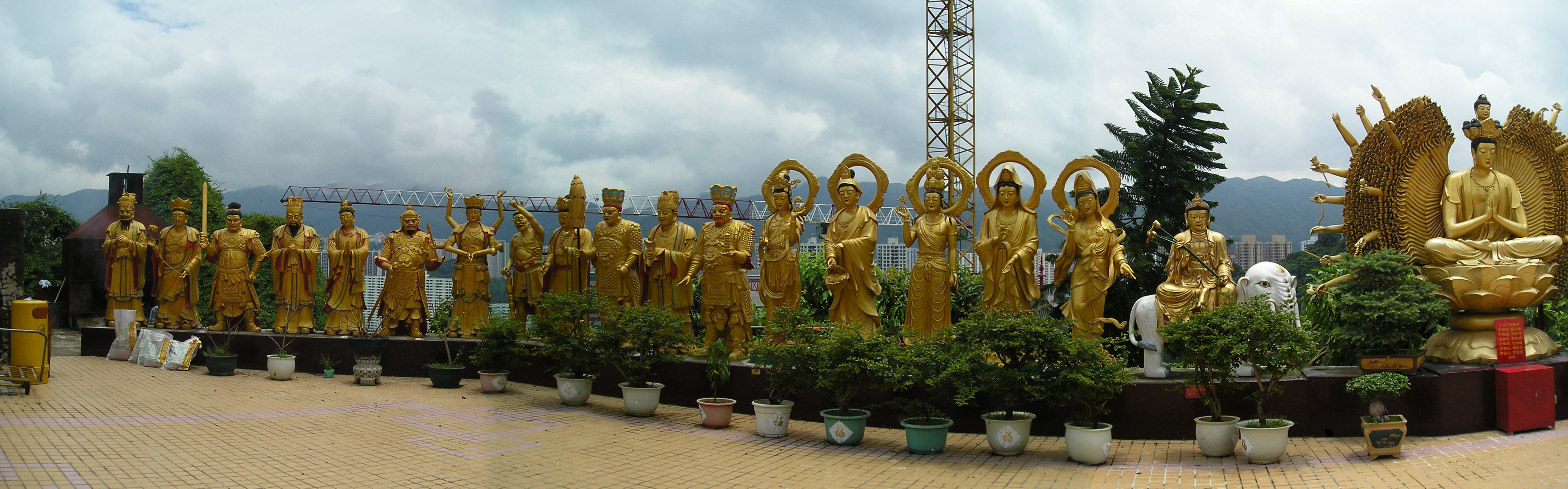
Панорамный вид на некоторые статуи вне храма